# 高級中等學校籃球聯賽
高中籃球聯賽（英語：High School Basketball League）為臺灣高級中學的校際籃球聯賽，由中華民國教育部於1988年創立，分為男子與女子甲、乙組等4大組別。

## 簡介

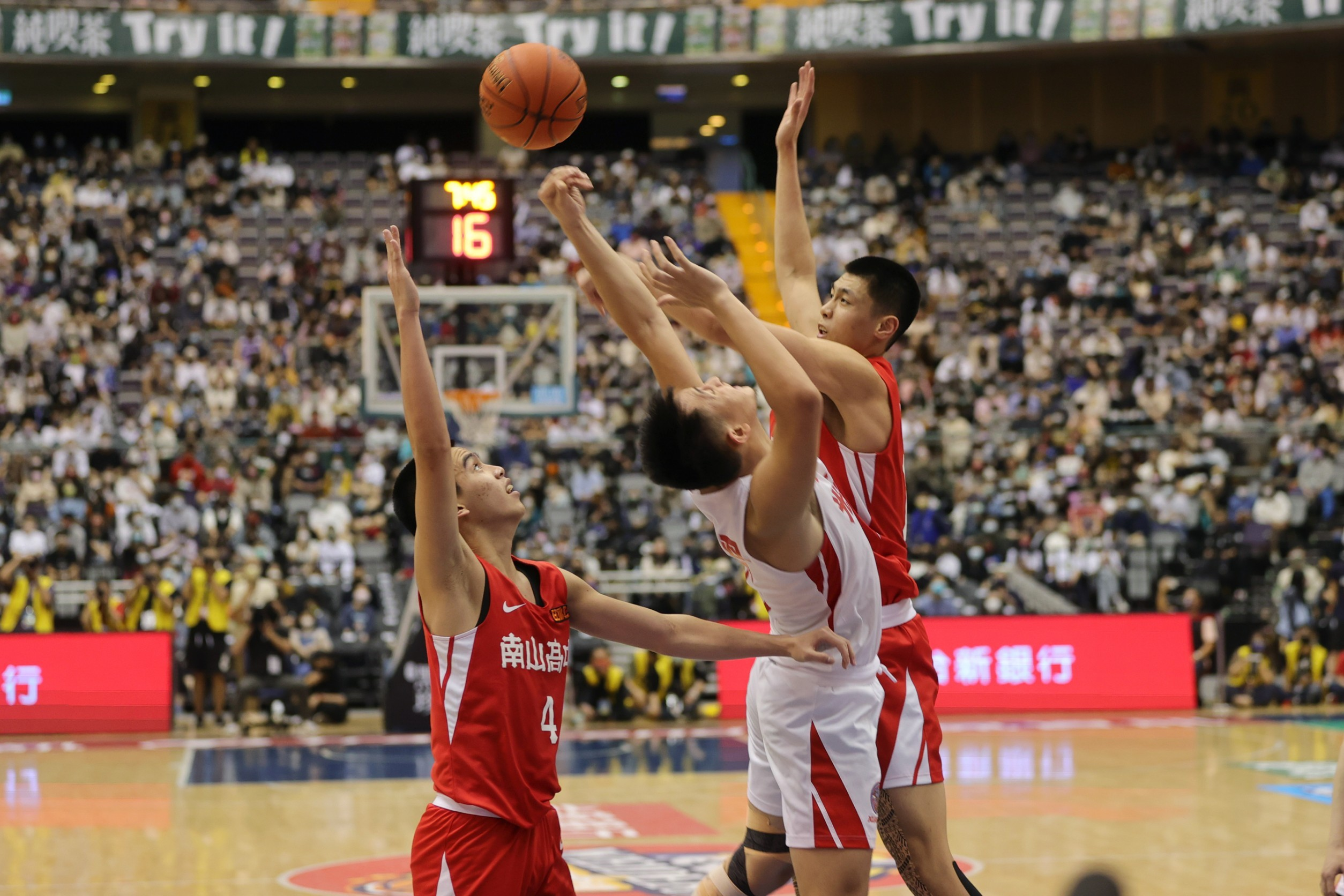
110學年度HBL總冠軍賽

中華民國教育部為建立學校運動聯賽制度，提高學校運動水準，因此委由中華民國高級中等學校體育總會積極推動校際運動聯賽，以期藉由競賽活動廣植運動人口，發掘培訓優秀運動人才。

## 簡史
- 1988年（77學年度）起，台灣省政府教育廳開辦高級中等學校籃球聯賽，採八大分區進行預賽，決賽時依各區名次分成四級，集中決賽。
- 1989年（78學年度）至1992年（81學年度），為充分發揮各校校際聯盟之功能，加強校園內生動活潑之運動風氣，將競賽改採地區、自強兩聯盟主、客場制之方式進行。
- 1993年（82學年度），主辦單位再將該比賽依照參賽學校的籃球實力，將男女籃球各再分成甲乙兩組此分級比賽的制度，而賽事分級、集中比賽的競賽制度維持至2000年代。
- 1995年（84學年度），和中國電視公司合作轉播十場賽事，這是首次將高中籃球聯賽搬上螢幕。
- 1997年（86學年度），甲乙組更名為甲乙級。
- 2017年（105學年度），乙級全國決賽首度由快樂電視直播，其中三場男籃同步於緯來體育台直播，Purefly贊助球衣，賽事主軸定為「創世紀」[1]。
- 2018年（106學年度），除了FOX Sports電視轉播外，麥卡貝和台灣愛奇藝加入網路直播。
- 2020年（108學年度），因為新型冠狀病毒肺炎（COVID-19）的疫情影響，HBL主辦單位與衛生福利部的中央防疫指揮中心開會商討後，決定從2月9日起開打的8強複賽不開放觀眾入場觀賽，觀眾只能收看電視及網路轉播。參賽球員及教練、防護員等工作人員一律團進團出，並且需量測體溫及戴口罩，比賽中場換場時也會加強消毒。為HBL史上頭一次的無觀眾比賽[2]。
- 2021年（109學年度），由於FOX體育台的熄燈，讓HBL轉播單位一度懸而未決，最終拍板定案由東森超視接手[3]。
- 2024年（112學年度），新學年度HBL轉播單位由民視台灣台接手[4]。

## 精神總錦標
| 學年度    | 學校     |
| 94學年度  | 能仁家商 |
| 95學年度  | 能仁家商 |
| 96學年度  |          |
| 97學年度  | 能仁家商 |
| 98學年度  | 普門高中 |
| 99學年度  | 金甌女中 |
| 100學年度 | 能仁家商 |
| 101學年度 | 北一女中 |
| 102學年度 | 北一女中 |
| 103學年度 | 南山高中 |
| 104學年度 | 南湖高中 |
| 105學年度 | 南山高中 |
| 106學年度 | 能仁家商 |
| 107學年度 | 北一女中 |
| 108學年度 | 北一女中 |
| --------- | -------- |

## 外部連結
- 中華民國高級中等學校體育總會
- 官方网站
- 高級中等學校籃球聯賽的Facebook專頁
- 高級中等學校籃球聯賽的Instagram帳戶